# 스기모토 히로유키
스기모토 히로유키(일본어: 杉本 裕之, 1986년 10월 6일 ~ )는 일본의 축구 선수이다.

## 구단 경력
과거 더스파 구사쓰, FC 기후에서 활동하였다.